# Asociación Deportiva Destroyer
La Asociación Deportiva Destroyer es un club salvadoreño que milita en la Liga de Plata. Se ubica en el Puerto de La Libertad, del Departamento de La Libertad, en El Salvador.

## Historia

### Fundación
El club fue fundado a principios del mes de diciembre de año 2012, como una iniciativa deportiva para la juventud del Puerto de La Libertad, en donde se dieran a conocer nuevas figuras en el fútbol. Siendo este al principio conformado por un combinado de jóvenes de la localidad, entre los cuales destacaban tres o cuatro surfistas de profesión.
En dicho mes, la recién conformada directiva del club toma la decisión de comprar la categoría al equipo de Isidro Metapán B filial inferior de  Isidro Metapán, por la falta de solvencia económica, permitiéndole al Real Destroyer poder disputar la temporada 2013-14 en la  Segunda División en el fútbol profesional del país.
El 4 de diciembre del mismo año el cuadro tiburón tuvo su primer juego de importancia donde recibió en recién remodelada cancha Chilama a FAS, en un partido amistoso de pretemporada, mismo que finalizó con marcador de 5-0 a favor de los asociados.
El 2 de enero de 2014, luego de finalizar su primera temporada  en Segunda de manera discreta sin pena ni gloria, como un intento de mejora económica y estructural, Real Destroyer pasó a manos municipales, compartiéndose su administración las alcaldías del Puerto de La Libertad, Zaragoza y Santa Tecla. De esta manera, el equipo  pasó a llamarse Real Tecleño Fútbol Club, teniendo como cancha sede el Estadio Las Delicias para el Torneo Clausura 2014, pero los resultados tampoco fueron los esperados por los directivos, llegándose apenas a las semifinales del campeonato cayendo frente a Once Lobos.
Para el Torneo Apertura un cambio de organización se avecinaba y las cosas parecían cambiar, al cuadro se le devolvió su nombre original, Real Destroyer dándose además su retorno a la sede en la ciudad portuaria, comenzándose a dar visos de organización. Pero de la misma forma surgieron problemas financieros que mermaron la actuación  del club en dicho torneo.
Con una deuda económica de más de seis meses encima, el cuadro porteño comenzó el torneo Clausura 2015. Para su sorpresa el equipo clasifica a la fase de cuartos de final donde derrotan al cuadro de Ciclón del Golfo, logrando el pase a semifinales, en donde salen victoriosos frente al favorito Chalatenango, alcanzando por primera vez una final de campeonato de Segunda División.

### Ascenso a Primera División
En la Gran final de temporada 2014-2015, el equipo enfrenta al cuadro de CD El Roble en una serie partidos de ida y vuelta, el primero de ellos disputado en la cancha del Estadio Mauricio Vides en la ciudad de Ilobasco sede de El Roble, el cual finalizó con un  empate de 1-1, en el juego de vuelta desarrollado en la Cancha Chilama, el club afianza su localía derrotando 4-1 a los muñequeros convirtiéndose en el campeón del Clausura 2015, aspirando seriamente a una plaza en la Liga Mayor, la cual también se disputaría en partido de ida y vuelta, esta vez frente al monarca del torneo anterior, el equipo de Guadalupano.
Tras vencer con marcador de 3-0 en la cancha del Estadio Chilama en el partido de ida, la hazaña del equipo parecía ya asegurada, sin embargo el equipo no admitió espacio a la relajación, evitándose cualquier signo de "subestimación" al rival. Para el partido de vuelta realizado en el Estadio Juan Francisco Barraza de  San Miguel los tiburones cerraron filas, sufriendo hasta los últimos minutos del encuentro, cayendo 2-0 contra el equipo planchado. Así, con un global de 3-2 en ambos partidos le permitió al equipo porteño asegurar el tan anhelado ascenso a la liga del privilegio de El Salvador por primera vez en su historia como equipo profesional.

### Venta de categoría
Sin embargo en julio del mismo año de forma sorpresiva, el presidente y propietario del equipo hasta ese momento William Murillo, anuncia la decisión de ceder la categoría conquistada en el torneo anterior al cuadro de Sonsonate Fútbol Club. En la misma se argumentó irregularidades y negligencias por parte de las autoridades de la Primera División con respecto a diversas disposiciones que venían solicitando para disputar el campeonato. Por lo cual continuaron en la Segunda División, dándose la posterior desaparición del equipo, ya que no se inscribió al siguiente torneo en dicha liga, inscribiéndose en su lugar el equipo Quequeisque. 
En la actualidad el equipo se ha reestructuró para la participación en Liga Regional de Fútbol Aficionado como Destroyer Fútbol Club, obteniendo el ascenso a la Tercera División para la temporada 2016/17 bajo la razón Club Real Libertad - Destroyer .

## Estadio
La institución tiene su sede en el Estadio Municipal Chilama ubicado en la localidad de Puerto de La Libertad, el mismo fue reinaugurada en el año 2012, contando con un aforo con capacidad para 1.600 personas, su terreno de juego posee medidas de 90 m de largo × 45 m de ancho, cumpliendo con las medidas mínimas exigidas por la FESFUT, y el máximo organismo del fútbol en el mundo FIFA.

## Palmarés
- Temporada 2014-2015 Segunda División: 2

Torneo Clausura 2015
Torneo Clausura 2021
En negrita campeonato actual.

### Plantel
- Actualizado el 23/10/2023

## Entrenadores
- Ángel Orellana (junio de 2013 - diciembre de 2013)

- Boris Romero (enero de 2014-julio de 2014)

- Francisco Medrano (agosto de 2014-diciembre de 2014)

- Jorge Calles (enero de 2015-febrero de 2015)

- Jorge Ábrego (febrero de 2015-junio de 2015)

- Jorge Calles (junio de 2015-)

- Jorge Alberto Ábrego Martínez (junio de 2021 a junio del 2023)

- Abdel Diaz (junio del 2023 a la fecha)